# Luka (parroquia)
Luka fue una parroquia (división administrativa) del principado medieval de Zahumlia (posteriormente Hum), ubicada en partes de Bosnia y Herzegovina y Croacia. Estaba situada en una zona pantanosa a ambas orillas del río Neretva, desde Bregava y Trebižat, hasta el delta del Neretva y el mar Adriático. Limitaba con las parroquias de Rastok (oeste), Vučerić (norte), Drijeva (este) y el mar Adriático (sur).